# Nicholas Udall
Nicholas Udall (Southampton, 1504 – 23 december 1556) was een Engels toneelschrijver  die vooral bekend gebleven is door zijn stuk Ralph Roister Doister, dat beschouwd wordt als de eerste in het Engels geschreven komedie.
Udall stamt uit een familie die Uvedale heette. Hij latiniseerde de naam tot Udallus en verengelste het vervolgens naar Udall, of Udal. Hij ging naar school in Winchester en bezocht vervolgens de Universiteit van Oxford.
Samen met zijn vriend John Leland schreef hij een aantal liederen en andere teksten ter gelegenheid van de kroning van Anna Boleyn op 31 mei 1533. Hij gaf in die periode les op een gymnasium in Londen. In 1534 publiceerde hij Floures for Latine Spekynge, selected and gathered out of Terence and the same translated into Englysshe, een selectie uit het werk van Terentius met vertalingen in het Engels. In datzelfde jaar ging hij Latijnse les geven aan Eton College, waarvan hij het hoofd was van 1534 tot 1541. 
In deze periode compromitteerde hij zichzelf door het veelvuldig toepassen van lijfstraffen. Hij werd beschuldigd van diefstal en uiteindelijk geschorst vanwege seksueel misbruik van een aantal leerlingen en zat daarvoor een jaar in de gevangenis. Hij schreef een uitgebreide excuusbrief en probeerde zijn positie terug te krijgen, wat hem overigens niet lukte. Hij vestigde zich in 1542 in Londen en voorzag in zijn onderhoud door een vertaling van Erasmus' werk Apophthegmata. Als protestant steunde hij de reformatie en hij prees de koning vanwege diens verzet tegen de paus in een verloren gegaan stuk, Ezechias. Langzamerhand wist hij zich door zijn werk te rehabiliteren. Hij vertaalde meer werk van Erasmus en verzorgde de publicatie in 1549 van diens Paraphrases. In 1551 werd hij kanunnik in Windsor en mocht zich, ondanks zijn protestantisme, verheugen in de gunst van de katholieke Maria I van Engeland. In 1555 werd hij hoofd van de Westminster School.
Er worden vier toneelstukken aan hem toegeschreven en hij kreeg enkele opdrachten van de koningin voor toneelstukken en masques. Ralph Roister Doister is echter het enige stuk dat met zekerheid aan hem kan worden toegeschreven.